# Дитвиль
Дитвиль (нем. Dietwil) — коммуна в Швейцарии, в кантоне Аргау.
Входит в состав округа Мури.  Население составляет 1072 человека (на 31 декабря 2007 года). Официальный код  —  4231.